# 自由の限界
『自由の限界』（じゆうのげんかい）は森山直太朗7枚目のフルアルバム。
2013年12月11日発売。発売元はユニバーサルミュージック。

## 収録曲
全曲作詞・作曲：森山直太朗/御徒町凧　編曲：石川鷹彦
1. そりゃ生きてればな
2. どこもかしこも駐車場
3. Que sera sera
4. 晩秋
5. アンジョリーナ
6. よく虫が死んでいる
7. そのままの殿でいて
8. たぶん今頃
9. 自由の限界
10. 小鳥